# Vojtěch Lešetický
Vojtěch Lešetický (24. dubna 1830 Netolice  – 5. ledna 1908 Královské Vinohrady) byl český učitel, básník, redaktor a včelař. Působil jako středoškolský profesor a ředitel školy v Písku (1860–1870) a ředitel učitelského ústavu v Hradci Králové (1870–1897). V Písku spoluzakládal první vyšší dívčí školu v Čechách. Psal pedagogické spisy a básně, přednášel o včelařství, redigoval knihy pro mládež, přispíval do časopisů.

## Život
Narodil se 24. dubna 1830 v Netolicích. Nejprve chodil do místní školy, poté se učil německy ve Chvalšinách. Absolvoval gymnázium v Budějovicích a Písku, studoval na pražské univerzitě.
V 50. letech pracoval jako vychovatel v rodině barona Podstatského-Tonserna. Roku 1858 získal místo jako suplent na české reálce v Praze. V roce 1860 se stal řádným učitelem na obecní vyšší reálce v Písku a o dva roky později i zatímním ředitelem. V Písku se spolu s dalšími učiteli gymnázia a reálných škol zapojil do úsilí o založení první vyšší dívčí školy v Čechách. Rovněž se stal nadšeným včelařem. Zakládal píseckou včelařskou jednotu a několik let pořádal přednášky o tomto oboru pro žáky reálných škol i širokou veřejnost. Byl také členem výboru místní záložny a měšťanské besedy.
Roku 1870 byl jmenován ředitelem učitelského ústavu v Hradci Králové a tuto funkci zastával do roku 1897. Zároveň se stal inspektorem pardubického okresu a o něco později i inspektorem městského okresu královéhradeckého a předsedou zkušební komise pro měšťanské školy. Jeho pedagogické výsledky, které se projevily zejména na skvělé pověsti jím řízeného učitelského ústavu, byly ve své době široce oceňované. Nadále se věnoval včelařství, a to v rámci jaroměřského spolku. Stal se rovněž dopisujícím členem odboru pro český jazyk a literaturu v Muzeu království českého.
Roku 1898 odešel do důchodu a odstěhoval se na Královské Vinohrady. Za své zásluhy získal čestný titul školního rady. Zemřel 5. ledna 1908, pohřben byl na Vinohradském hřbitově.

## Dílo
V mládí psal poezii do časopisů. Roku 1859 přispěl několika básněmi, zejména sonety, do almanachu Kytice.
V 60. letech společně s dalšími učiteli (Josef Pažout, Vojtěch Vlastimil Janota, Edvard Erben aj.) připravoval k vydání edici knih pro mládež — Zlatá kniha dívek českých (Zlaté klasy, Zlaté lístky).
Knižně vydal:
- Hynek a Rachel : báseň ve čtveru zpěvích (1858)
- Písně a balády (1858)
- Nauka o slohu (1863), napsáno pro vyšší dívčí školu v Písku. V upravené podobě vyšlo ještě r. 1873.
- Rozumové včelařství (1871)
- Nauka o slohu pro školy střední (1873)
- Opatrovna a škola mateřská v Hradci Králové (1886)

Přispíval do Slovníku naučného a do časopisů Diblík, Zlaté klasy, Lumír, Škola a život, Otavan a Listy včelařské.

## Příbuzenstvo
- Bratr Josef Lešetický (1836–1914) byl důstojník v rakouské armádě a český vlastenec. Za zásluhy mu byl udělen šlechtický titul „z Lešehradu“.[7]
- Synovec Emanuel Lešehrad (1877–1955), celým jménem Emanuel Lešetický z Lešehradu, syn Josefa, se proslavil jako básník.[7]